# Richard Geppert
Richard Geppert (* 23. Juli 1963 in Lörrach) ist ein deutscher Musicalkomponist, Dirigent, Gesangslehrer und Spieler von Tasteninstrumenten.

## Wirken
1980 komponierte er das Musiktheater Der kleine Mensch mit Hans-Jürgen Hufeisen und 1985 das Rockoratorium Moses mit Tobias Seyb. Zwischen 1984 und 1989 belegte Geppert ein Schulmusikstudium an der Hochschule für Musik und Darstellende Kunst Mannheim.
1986 entstand seine Auftragskomposition des Oratoriums Die Erde für großes Orchester, Chor, Solisten, Band gemeinsam mit Tobias Seyb und Klaus-Dieter Kienzle (Text von Birgit Kley). 1987 folgte die Messe Nachtlichterloh für Solisten, Chor und Band.
Geppert wurde 1987 Dirigent des Nußlocher Kammerorchesters und leistet seit 1988 Studioarbeit als Keyboarder und Produzent. 1989 nahm er seine erste Schallplattenproduktion mit Gospel- und Popmusik auf und ist seit diesem Jahr auch Gastdirigent beim Mannheimer Universitätsorchester.
Zwischen 1989 und 1992 nahm Geppert ein Kapellmeisterstudium an der Hochschule für Musik Mannheim bei Braschkat und Kegelmann auf. In den Jahren 1993 bis 1994 folgte die Komposition und Produktion des Musicals Human Pacific und 1998 Nicht von dieser Welt. Das Album Nicht von dieser Welt von Xavier Naidoo war über ein Jahr in den deutschen Charts, davon mehrere Wochen auf Platz 1. 1998 komponierte und produzierte Geppert sein zweites Musical People. In den Hauptrollen waren wiederum Xavier Naidoo, Karl Frierson (De-Phazz), Darius Merstein, Anna Krämer, Smaida Platais u. v. a. zu hören. 2001 folgte die Komposition und Produktion des dritten Musicals Wild Sensation als Auftragskomposition für die WILD-Werke. Für die Wild-Werke entstand auch der TV-Song Feel the sun, als Werbung für Capri-Sonne. Family Affairs, Musical No. 4, ist bisher unveröffentlicht.
Seither komponierte und produzierte Geppert diverse Songs für zahlreiche nationale Popstars. 2000 gründete Geppert das Gesangsensemble The Fine Artists, das er bis 2007 als Dirigent und Arrangeur leitete.
Sein sechstes Musical Max More than a lifetime wurde am 29. September 2007 in der Hockenheimer Stadthalle uraufgeführt. Geppert arbeitet seit 1995 als Voice Coach für Popstars wie Markus Grimm, Sebastian Hämer, Peppa Singt (Glashaus) und Amir Amjee Azar.
Im Jahr 2008 verlegte Geppert seinen Wirkungskreis von Mannheim nach Lörrach (Schallbach). Seit 2023 lebt er mit seiner Frau Janine Geppert in Eiken, Kanton Aargau, Schweiz.
2009 veröffentlichte er seine Musical-Highlights in dem Album best of my musicals.
Von 2009 bis 2014 war Richard Geppert gemeinsam mit Frank Schultz künstlerischer Leiter der Gesangsakademie Voicelab. Mit „Voicelab“ entstanden die Produktionen „Streben nach Glück“ (2011) und „This could be heaven“ (2013). Seit 2014 arbeiten die beiden Gesangslehrer als Voicemen zusammen. Unter anderem waren Geppert/Schultz das Expertenteam bei der VOX-Sendung X-Faktor für Moses Pelham. (2012)
Von Mai 2009 bis Februar 2017 wirkte er als Dirigent der Vindonissa Singers (Schweiz).
2016 entstand die deutsche Rock-Oper „Freiheit“. Komposition: Richard Geppert/Frank Schultz. Buch und Regie: Zapo Schwalbe, Songtexte: Markus Grimm. Seit Dezember 2017 ist Geppert künstlerischer Leiter des Schweizer Vokalensembles callia blu. 
Für das Gesangsensemble callia blu entstand 2024 das Musiktheater Bohème in Zusammenarbeit mit Prof. Zapo Schwalbe und Janine Geppert.